# ルイ・ジャック・マンデ・ダゲール
ルイ・ジャック・マンデ・ダゲール（Louis Jacques Mandé Daguerre, 1787年11月18日 - 1851年7月10日）は、フランスの画家、写真家。史上初めて実用的な写真技術を完成した人物として知られる。

## 生涯
ダゲールは、フランス初のパノラマ画家であるピエール・プレボに弟子入りし、建築、劇場の設計、およびパノラマ絵画を学んだ。彼は劇場にイリュージョンを作り出す技術に長け、演劇の有名デザイナーとして活躍した後、1822年7月パリに自分が発明したジオラマ劇場を開設した。
1829年、先に写真術の研究を開始していた発明家ニセフォール・ニエプスと共同し、その改良方法の研究を始めた。ニエプスは1826年に最初の写真術であるヘリオグラフィーを発明し、世界最初の写真を残しているが、その露光時間は8時間程度を要するもので、到底一般的な実用に耐える技術ではなかった。
ダゲールはニエプスの死後も研究を続け、1839年に銀板写真法を発表した。このカメラは発明者の名前をとってダゲレオタイプと呼ばれ、露光時間を10-20分から最終的には1-2分にまで抑えることに成功し、肖像写真の撮影も容易なものとなった。
ダゲールによるダゲレオタイプは、一般の人々でも制作可能な設備・装置、現実的範囲の撮影所要時間と、撮影した映像の定着保存技術をすべて実現させたことで、実用的な写真法の端緒となった。ダゲールは当時のフランスを代表する科学者フランソワ・アラゴに新たな写真技術への推薦を求めたところ、アラゴはその有益なことを認めてこれをフランス政府に推挙した。フランス政府は公益のため、ダゲールへ補償として終身年金を支給することで、写真技術を一般に公開した。その結果、銀板写真法は19世紀中期、世界中で急速に普及することになった。
1851年7月10日、ダゲールはパリから12km離れたシュールマルヌで亡くなり、彼の墓もそこに建てられた。ダゲールの名前は、72名のうちの一つとしてエッフェル塔に刻まれている。

## ジオラマ劇場

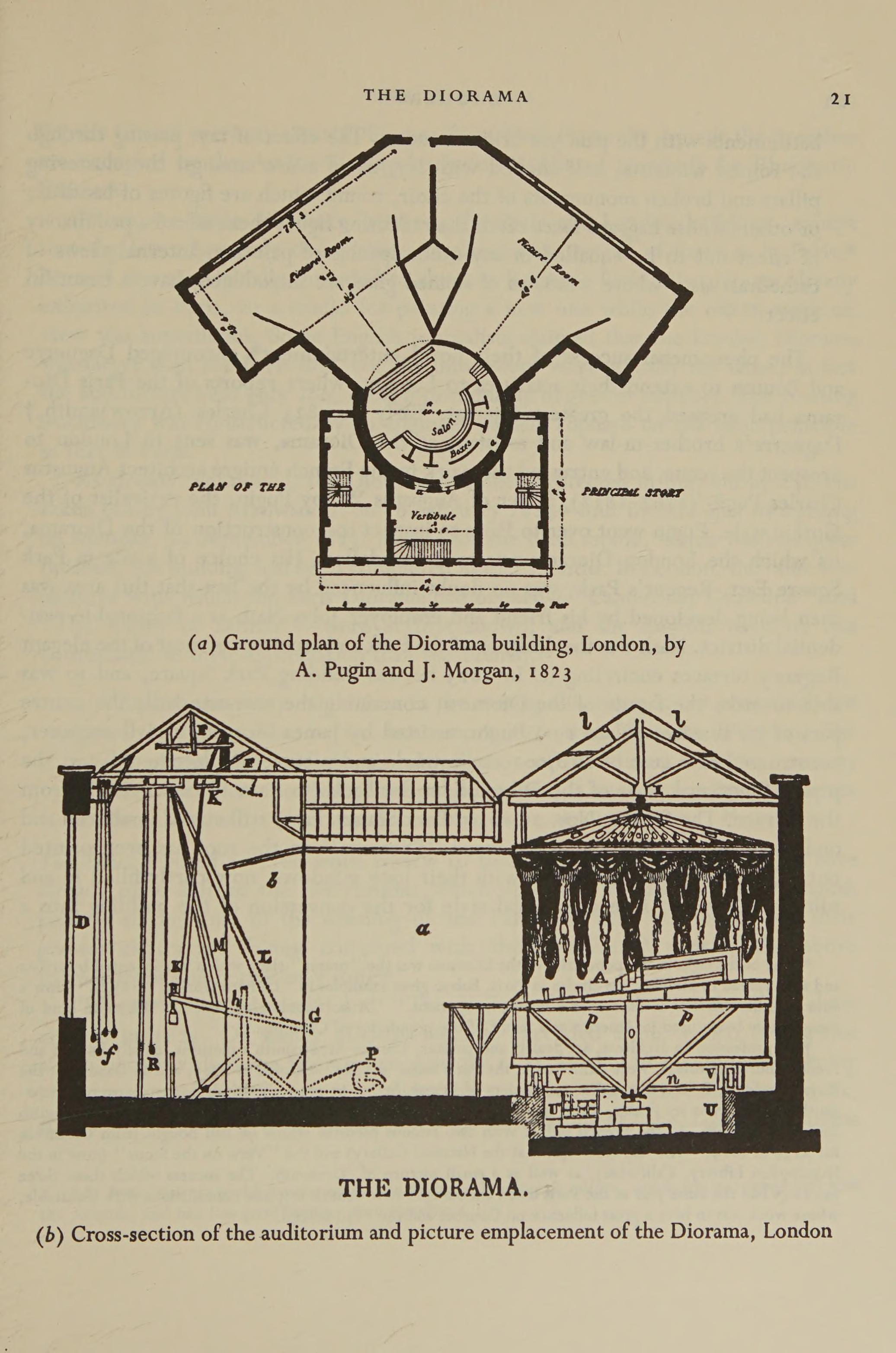
模倣者によってロンドンに建てられたジオラマ劇場の図面

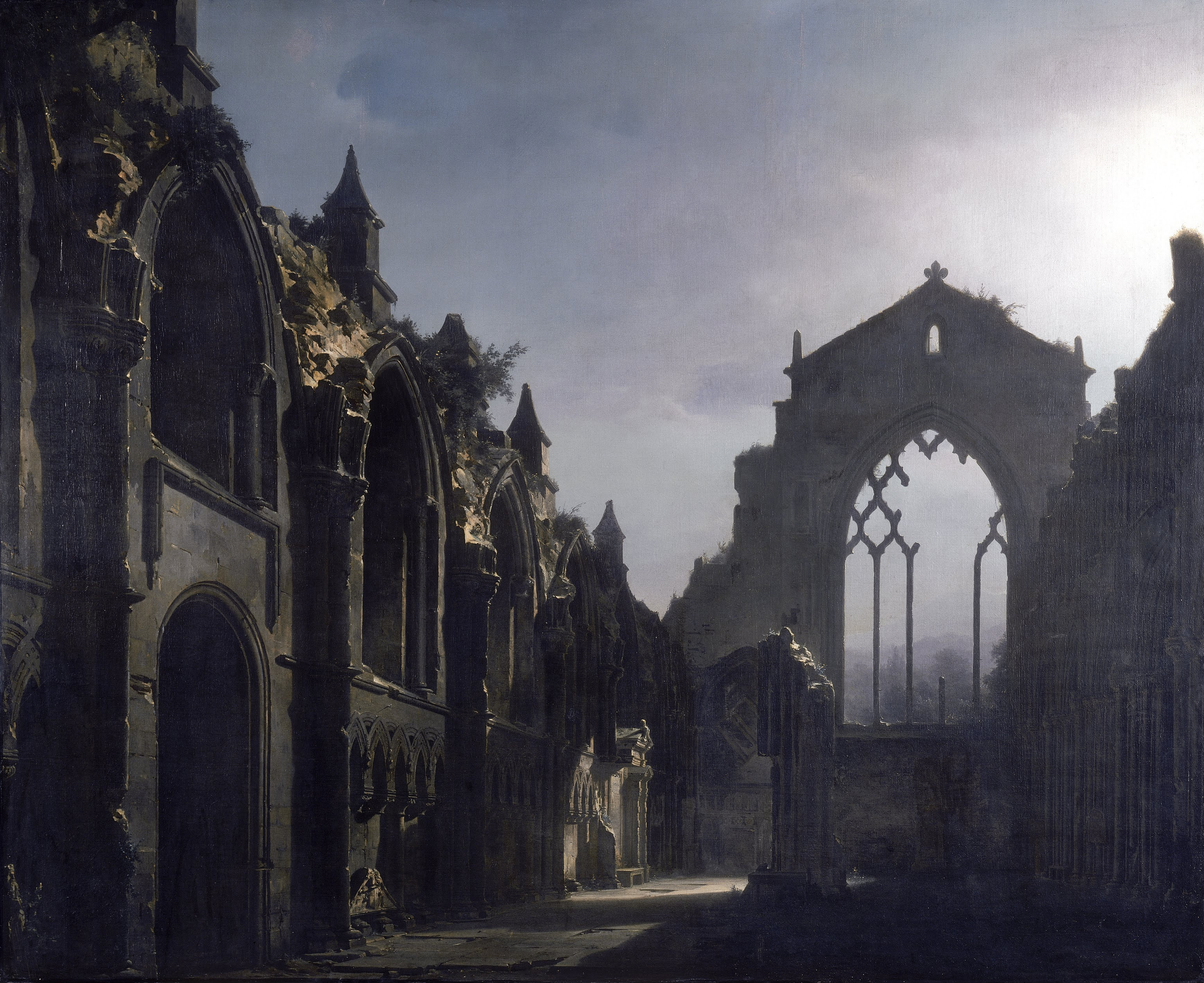
ダゲールによって描かれたホリールード寺院のジオラマ背景画

1821年春、ダゲールはチャールズ・ブートンと提携しジオラマ劇場の開発を始めた。
ダゲールは、照明や風光明媚な効果を生み出すための専門知識を持っており、ブートンは画家としてダゲールより経験が豊富だった。しかしブートンは最終的に撤退し、ダゲールはジオラマ劇場の単独責任者としての権利を得た。
最初のジオラマ劇場は、パリにあったダゲールのスタジオに隣接して建てられ、1822年7月11日にオープンした。二つの劇場場面を備えた形式で、一つがダゲールによるもの、もう一つがブートンによるものだった。また、一方が室内を表現し、他方が風景を表現したものだったと考えられている。
ダゲールは、観客のためにリアルなイリュージョンを作り出そうとした。そして単に観客を楽しませるだけでなく、畏敬の念を抱かせようとした。
ジオラマ劇場は壮大な規模だった。巨大な半透明キャンバス（幅約20m、高さ14m）の両面に絵が描かれた。これらは生き生きとした細密画で、異なる角度から照明が当てられた。そして照明の変化と共に、場面も変化した。観客は画面の裏側にある絵画を見ることとなった。効果は畏敬の念を抱かせた。
「場面の印象の変化、人びとにもたらす気分の変化、そして様々な動きは、シャッターとスクリーンのシステムによって作り出された。それは描かれたイメージのそれぞれの部分を、背後から照明することが出来た。」（エスター・サルツァー）
そのサイズのため画面は固定式で、場面転換の際には観客席が回転した。観客席は円筒形で、額縁状の開口部が一つ設けられており、これを通して観客は「シーン」を観るようになっていた。
観客数は約350だったと考えられる。基本的に立ち見で、一部に特別席が用意された。
21枚のジオラマ絵画が最初の8年の間に展示された。
これらにはブートンによる「カンタベリー大聖堂のトリニティチャペル」、「シャルトル大聖堂」、「ルーアンの都市」、「パリ郊外」、ダゲールによる「ザルネンの谷」、「ブレストの港」、「ホリールード寺院」、「ロスリン礼拝堂」が含まれていた。
ロスリン礼拝堂はスコットランドのエジンバラ郊外のロスリン村に15世紀に建てられ、現代では2003年のベストセラー小説で2006年に映画化された「ダヴィンチコード」の舞台として有名になった。しかし当時のロスリン礼拝堂は大火災を含むいくつかの伝説で知られていた。伝説では大聖堂に炎が出現しその威信が破滅の直前だったとされている。しかし後にそのような火事によるダメージは見ることができなくなっていた。一方で、この礼拝堂は比類のない建築の美しさで知られていた。
ダゲールはロスリン礼拝堂の両側面を理解していた。そしてこれらは彼のジオラマ絵画にとって最適の主題となった。礼拝堂にまつわる伝説は、確実に大観衆を魅了しただろうと思われる。パリに再現されたロスリン礼拝堂の内部は、1824年9月24日から1825年2月まで公開された。この場面はドアや窓から光が入ってくるように描かれた。窓には葉影も見ることができた。葉を通過した光の筋は息を呑むようだった。また、光を弱めることで雲が太陽の前を通過するシーンが描写された。
それは「絵画の力を超えている。」 (Maggi)ように思われた。タイムズ紙は展覧会の記事を載せ「完全なマジック」だと評した。
ジオラマが人気の新しいメディアとなると共に、模倣者も出現した。利益は20万フランに達したと推測される。これは2.5フランの入場料で8万人の観客が訪れた計算になる。繁栄の頂点は1820年代半ばだった。別のジオラマ劇場が、わずか4ヶ月の建築期間を経て、1823年9月ロンドンにオープンした。
ジオラマは1830年代に入るまでの数年間に栄えた。そして必然的に劇場は焼失した。ジオラマはダゲールの唯一の収入源だった。一見するとそれは悲劇的な出来事だった。しかし企業としてはもはや終焉に近付いていた時期だった。このようにして作品としてのジオラマが失われたことは、保険で支払われた金額を考慮すれば、完全に悲惨だとは言えなかった。

## ダゲールの写真

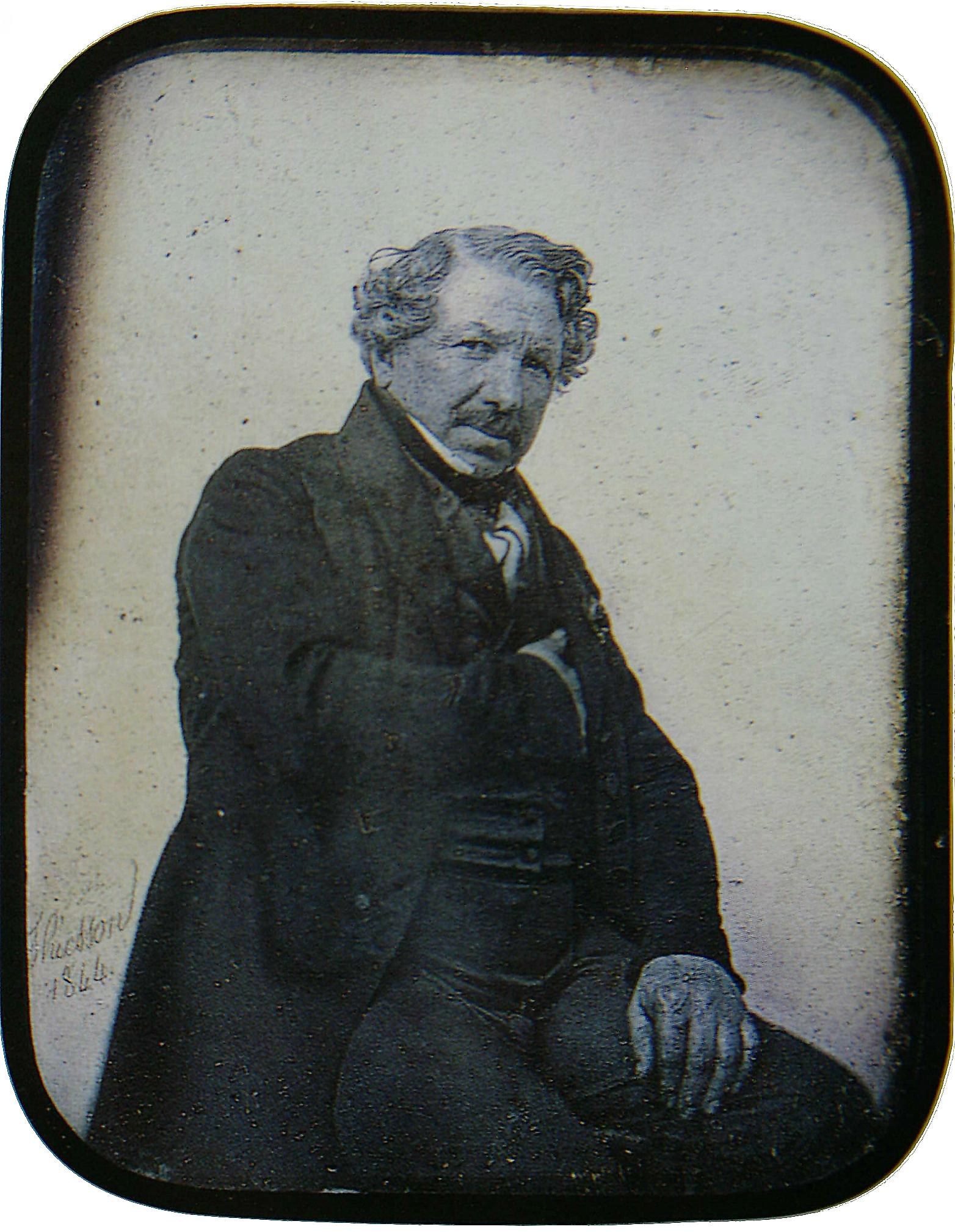
E・ティエソン撮影の肖像写真、1844年
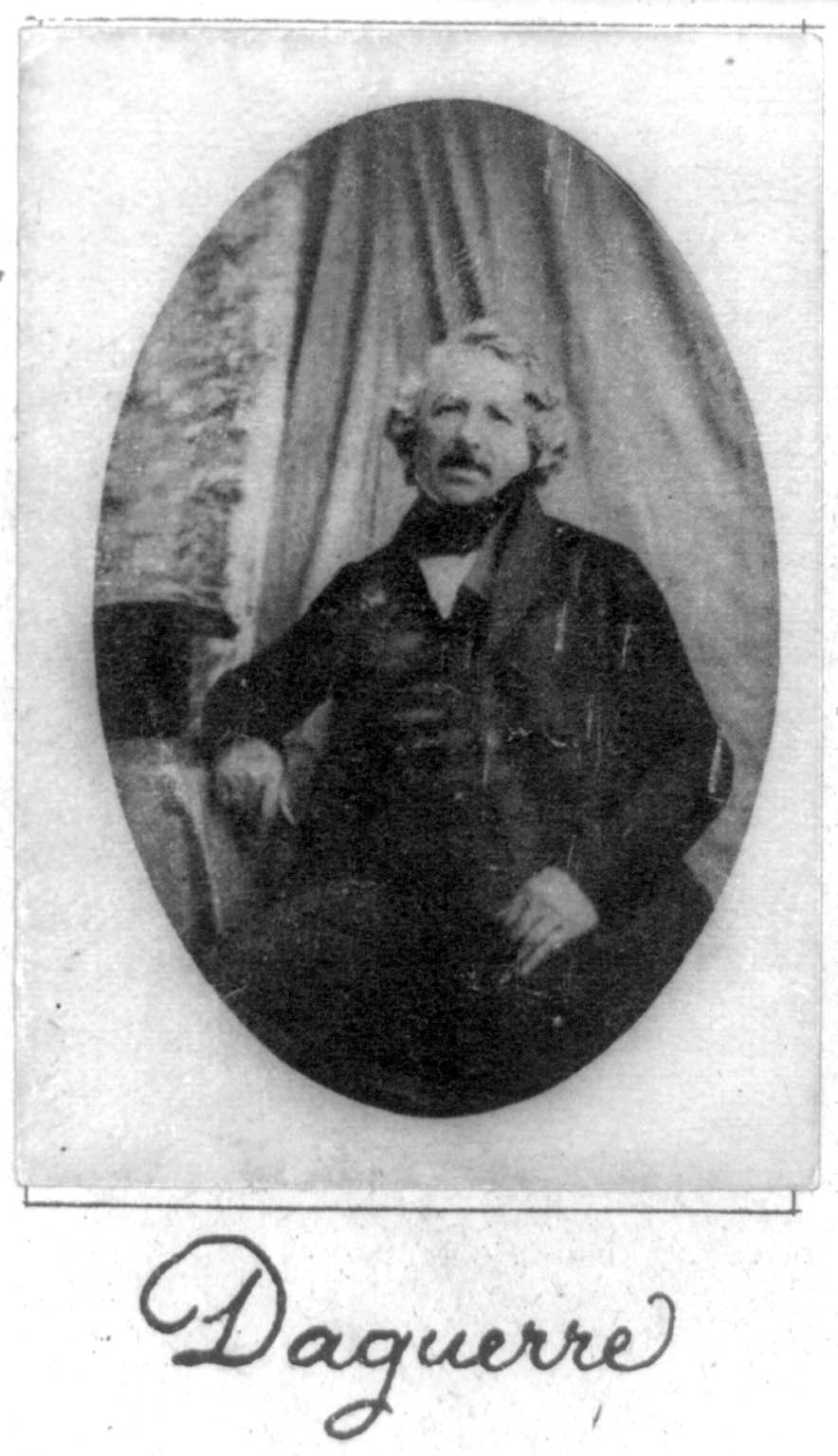
ダゲールによるセルフポートレート、1844年
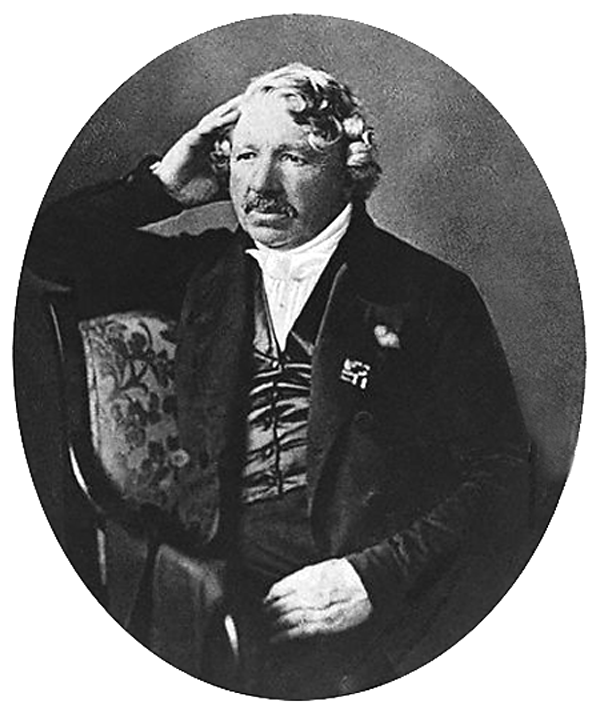
チャールズ・ミードによる肖像写真、1848年
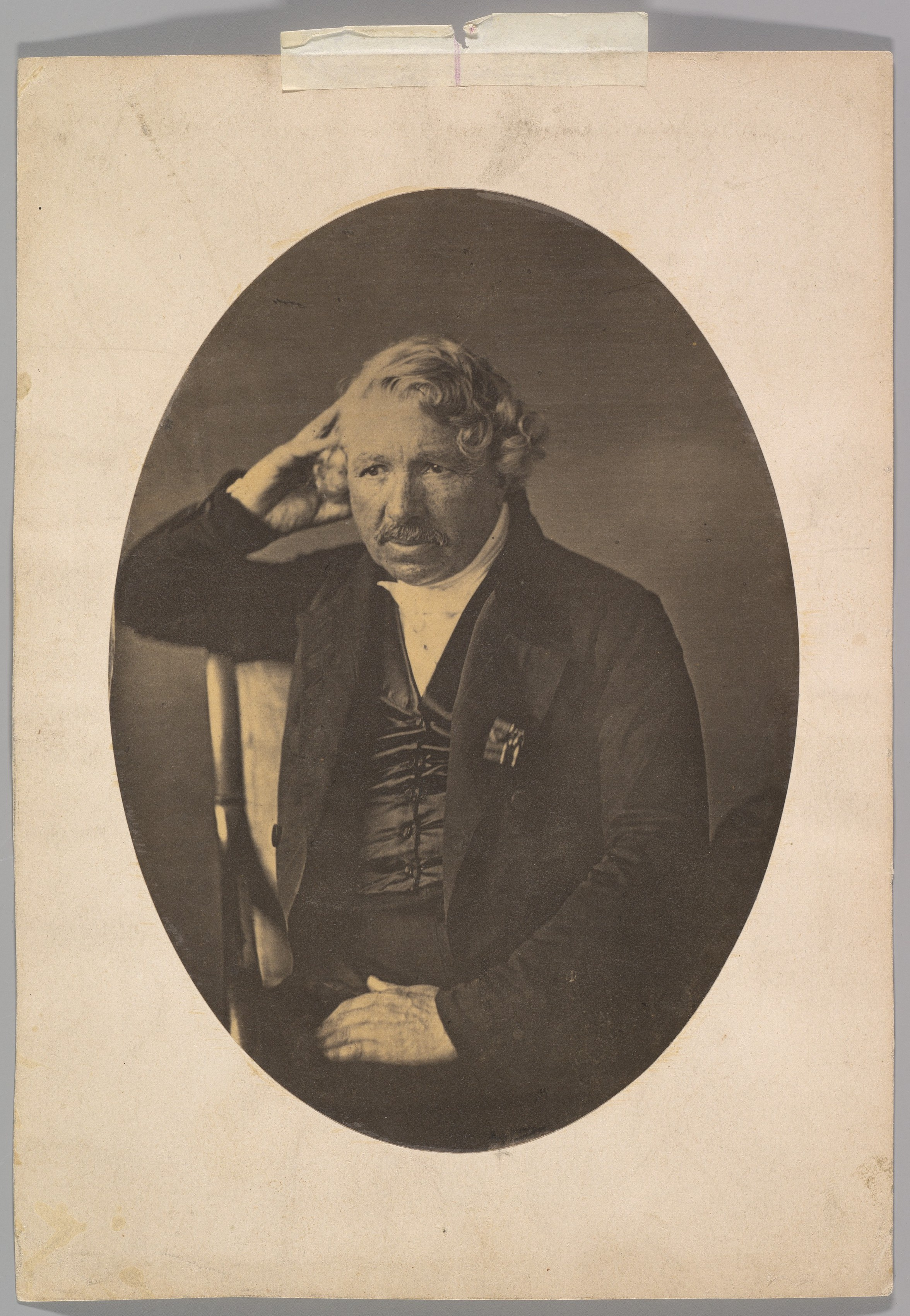
1850年のポートレイト

## 作品

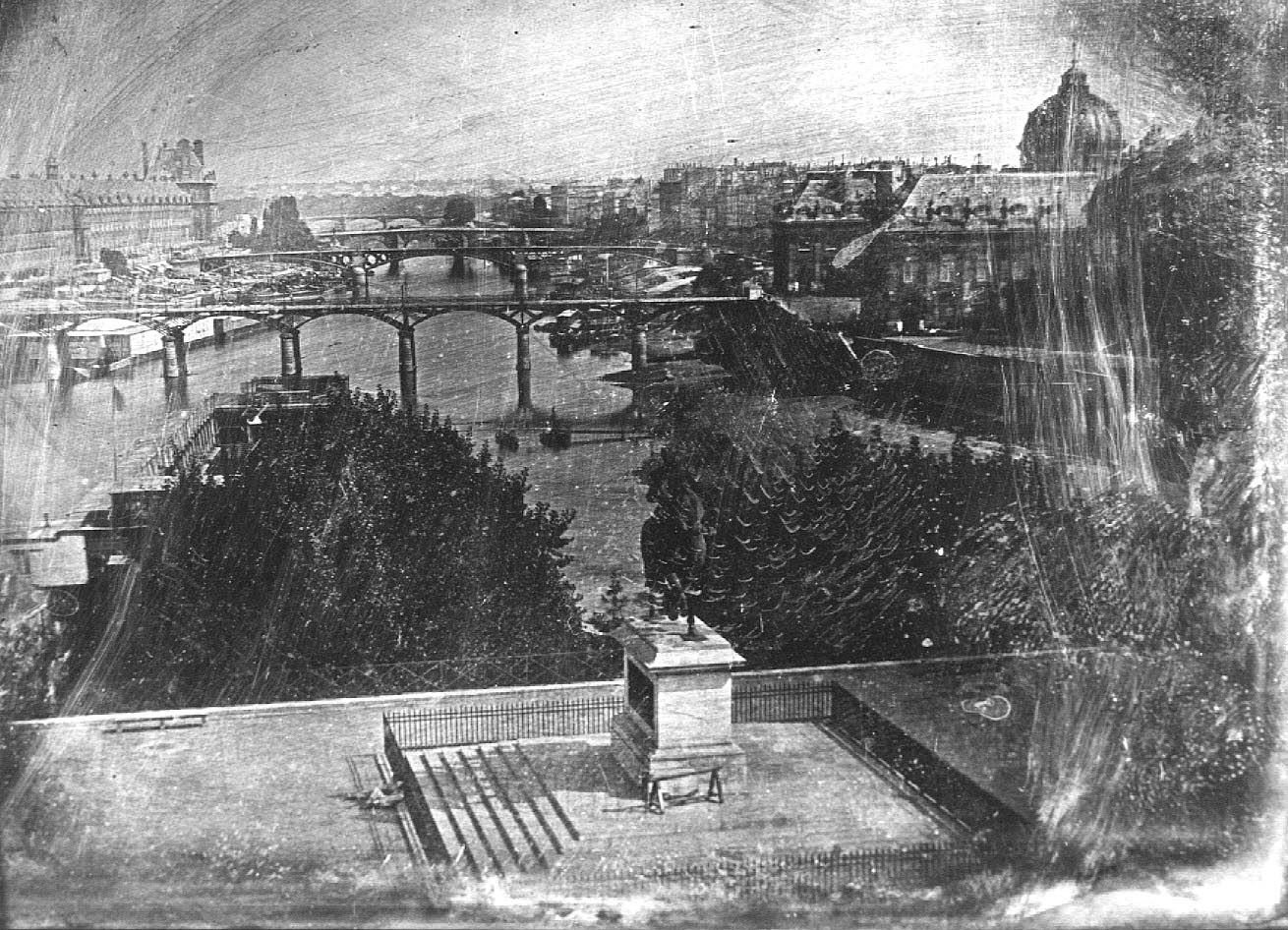
フランス・パリのセーヌ川に架かる橋「ポンヌフ」（1836年～1839年頃）
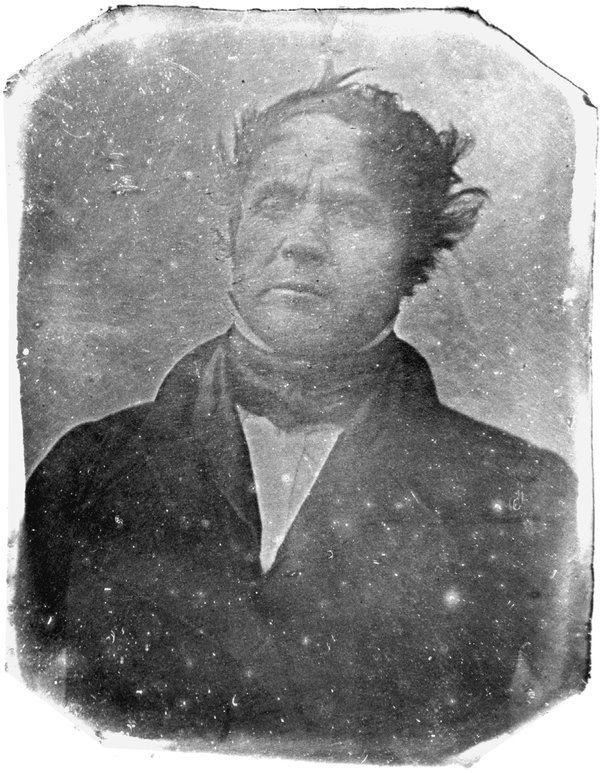
コンスタント・フエット（1837年）
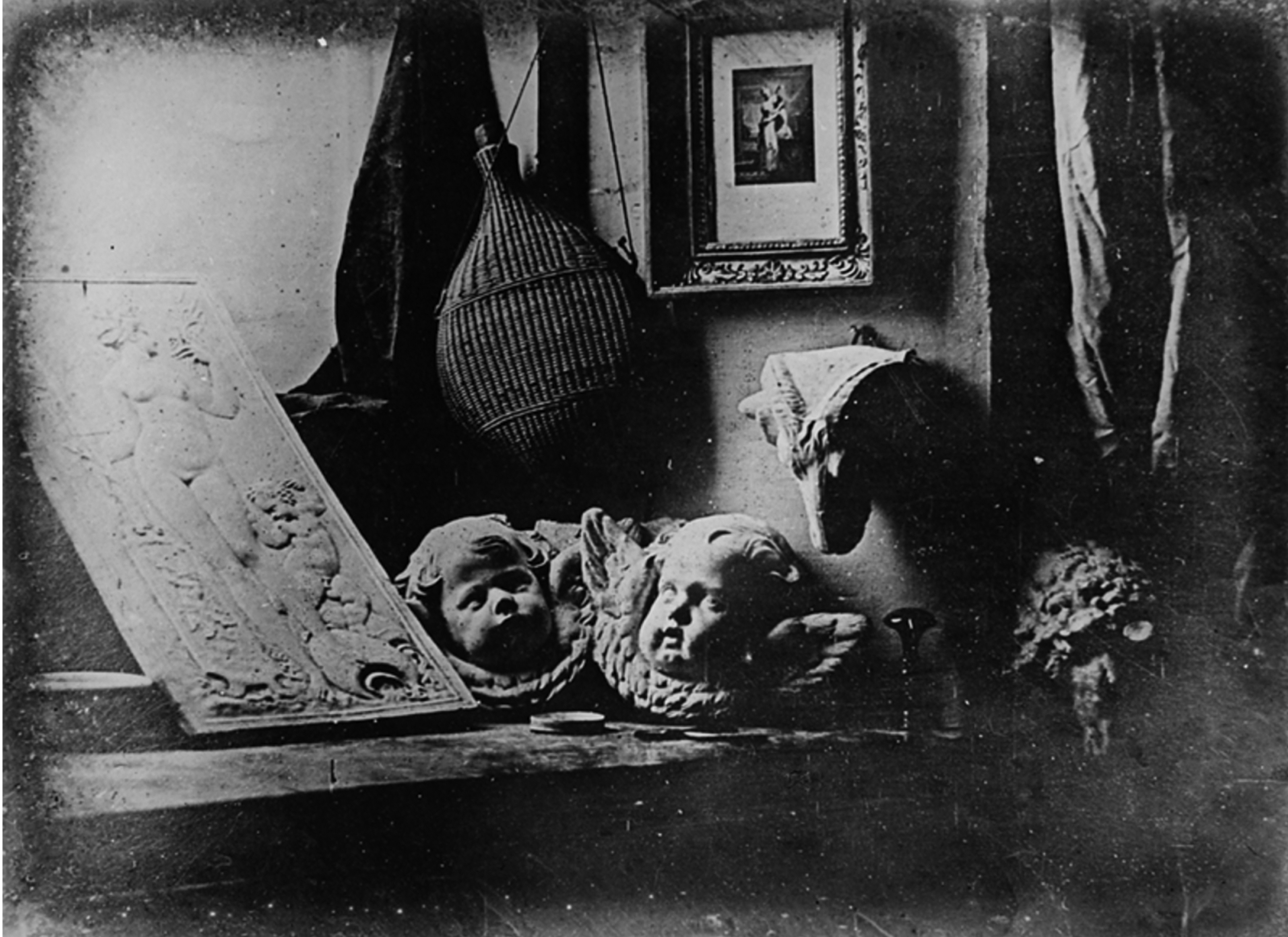
ダゲールのアトリエ（1838年）
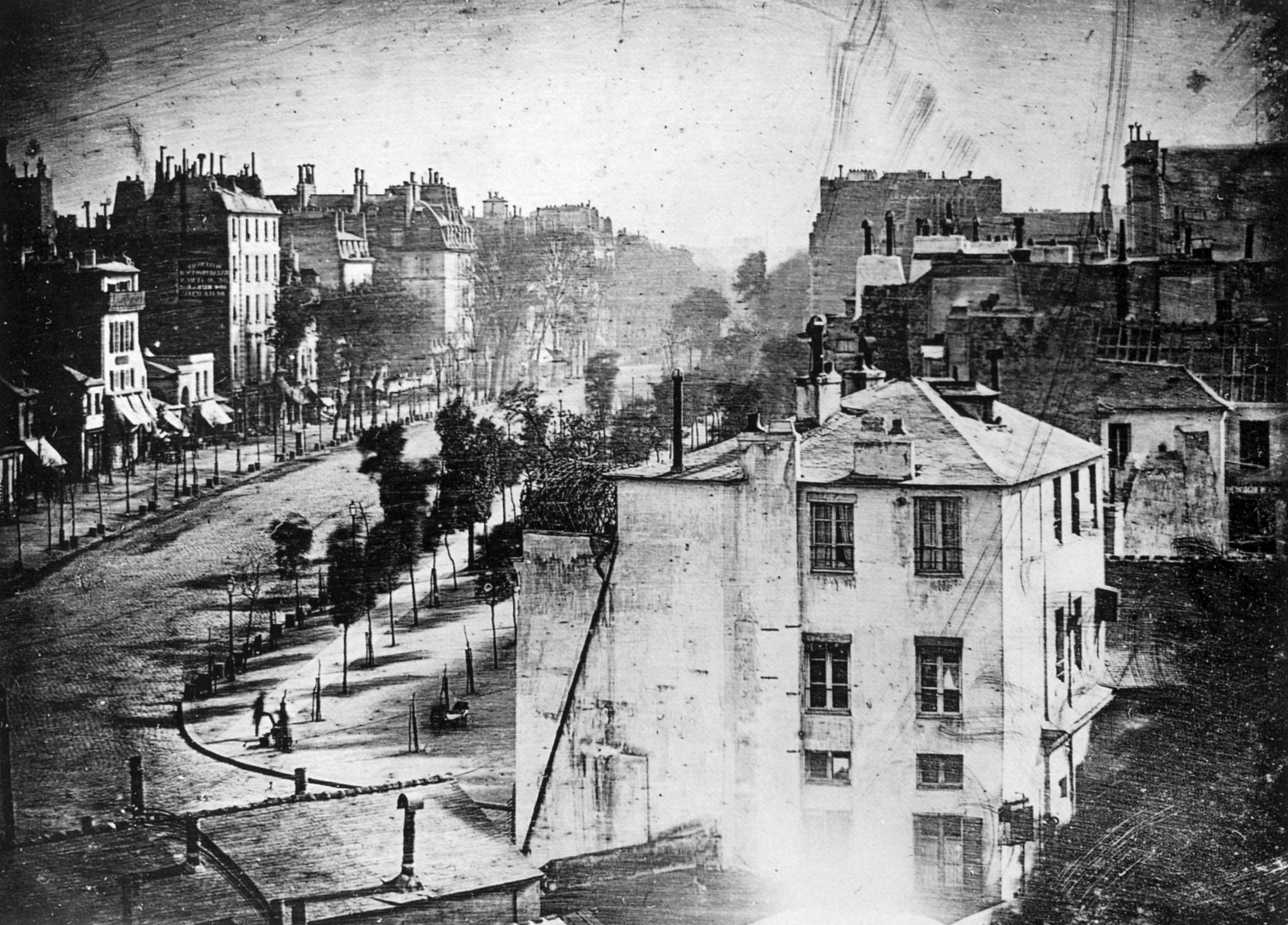
1838年頃のテンプル通り（英語版）